# Niels Hansen (Fußballspieler)
Niels Hansen (* 25. Juli 1983 in Flensburg) ist ein ehemaliger deutscher Fußballspieler.

## Karriere
Niels Hansen begann seine Karriere in seinem Heimatdorf Husby beim dortigen Amateurverein. Bis 1997 spielte er beim TSV Husby, bevor er zum TSV Nordmark Satrup ging. Der defensive Mittelfeldspieler wechselte nach zwei Jahren zum Büdelsdorfer TSV. Dort spielte er jedoch nur in der Saison 1999/2000, bevor ihm in der B-Jugend der Sprung zu Holstein Kiel gelang. Dort wurde er zum Stammspieler in der Regionalliga und absolvierte 34 Saisonspiele in der Saison 2004/05.
Zu Beginn der Saison 2005/06 wechselte Hansen von Holstein Kiel zum SC Freiburg.
Hansen absolvierte sein erstes Spiel in der 2. Fußball-Bundesliga gegen den 1. FC Saarbrücken am 9. Spieltag der Saison 2005/06. Sein erstes Tor in der 2. Liga gelang ihm am 12. Februar 2006 in der Nachspielzeit zum 2:0-Endstand gegen Kickers Offenbach.
Zur Saison 2007/08 wechselte er zum  Ligakonkurrenten FC Carl Zeiss Jena. Im Sommer 2008 verlängerte er um ein Jahr und führte die Mannschaft des FC Carl Zeiss Jena in der Saison 08/09 als Kapitän an.
Am 11. Juni 2009 unterschrieb Hansen einen Vertrag beim VfL Osnabrück bis zum 30. Juni 2011.
Sein Tor zum 1:0 gegen den Hamburger SV am 23. September 2009 hatte maßgeblichen Anteil am überraschenden Sieg des Drittligisten im DFB-Pokal gegen den Bundesliga-Tabellenführer. Mit dem VfL Osnabrück stieg er als Meister der 3. Liga 2009/10 in die 2. Bundesliga auf. Nach nur einem Jahr folgte 2011 jedoch als Tabellensechzehnter der Wiederabstieg in die 3. Liga.